# 헨릭 셰링

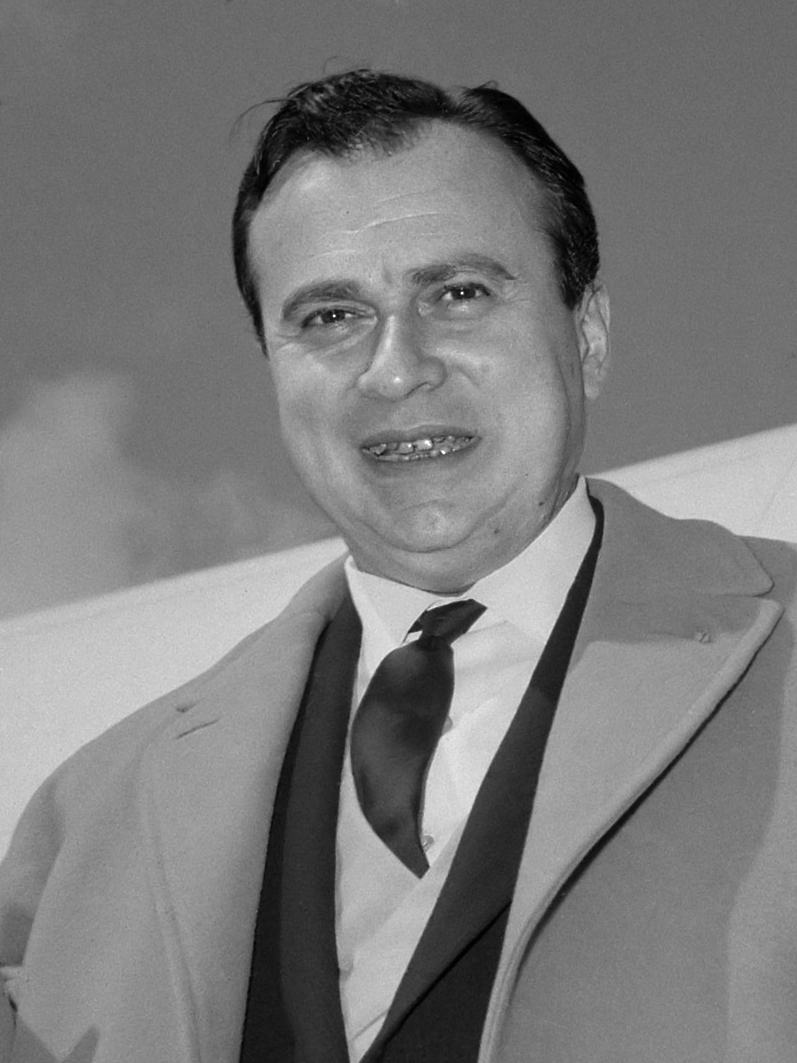

헨릭 볼레스와프 셰링(폴란드어: Henryk Bolesław Szeryng, 1918년 9월 22일 ~ 1988년 3월 3일)은 폴란드 출신 멕시코의 바이올리니스트이다. 유대계 폴란드인이었으나 멕시코 국적으로 귀화하였다.

## 생애
5세 때부터 어머니에게서 피아노와 화성을 배웠다. 7세에 모리스 프렌켈에게 바이올린을 배우기 시작하였고 뒤에 베를린에서 카를 플레쉬에게 사사하였다. 파리 음악원에서 자크 티보에게 배웠으며 1937년 바이얼린 부문 수석으로 음악원을 졸업하였다. 1939년까지 나디아 불랑제에게서 작곡 수업을 받았다. 바이얼린 연주자로서 데뷔는 1933년 1월 6일 바르샤바 필하르모닉 오케스트라와 협연으로 브람스의 협주곡을 연주함으로 이루어졌다.
일곱개의 언어에 능통했던 그는 제2차세계대전 중에 폴란드 망명정부에서 통역을 맡았을 뿐 아니라, 여러 전선에서 연합군을 위한 위문연주회를 가졌다. 1941년 폴란드 망명 정부 수반이었던 시코르스키를 수행하여 4,000명의 폴란드 난민을 위한 정착지를 찾으로 멕시코를 방문한 셰링은 멕시코 당국의 깊은 호의에 감명을 받았고, 1943년 멕시코 연주회 일정 중에는 멕시코 측으로부터 멕시코 대학교의 현악 부문을 이끌어줄 것을 요청받았다. 그는 이 요청을 받아들여 멕시코국립대학 현악과장을 맡았으며 1946년에는 멕시코 시민이 되었다.
1954년 연주회를 위해 멕시코시티를 방문한 아르투르 루빈쉬타인을 만났으며 그의 권유로 대중 연주회를 재개하는 한편 루빈쉬타인과 피에르 푸르니에와 함께 활발한 트리오 활동을 펼쳤다. 유명한 음반상들을 수상하였을 뿐 아니라 프랑스 정부의 훈장을 받는 등 그의 음악적 공로가 국제적으로 칭송을 받았다.
1960년 멕시코 문화대사로 위촉되어 활동했다. 1966년 이후에는 프랑스 파리를 거점으로 활동하였으나, 동시에 멕시코시티 음악원의 명예학장이 되었으며, 멕시코시티에서 그를 기념하는 음악제가 개최되었다. 20년간 파리에 거주하면서도 일년에 두 차례씩 멕시코를 방문하였으며 말년에는 모나코로 거주지를 옮겼다.
1988년 3월 3일에 독일 카셀에서 뇌출혈로 사망하여, 모나코의 묘지에 묻혔다.